# Cucciago
Cucciago ist eine norditalienische Gemeinde (comune) in der Provinz Como in der Lombardei. 

## Lage und Einwohner
Die 3415 Einwohner (Stand 31. Dezember 2023) zählende Gemeinde Cucciago  liegt rund 10 Kilometer südlich von der Provinzhauptstadt Como. Die westliche Gemeindegrenze bildet der Seveso.
Die Nachbargemeinden sind Cantù, Casnate con Bernate, Fino Mornasco, Senna Comasco und Vertemate con Minoprio.

## Verkehr
Der Bahnhof von Cucciago liegt an der Bahnstrecke Chiasso–Milano. 

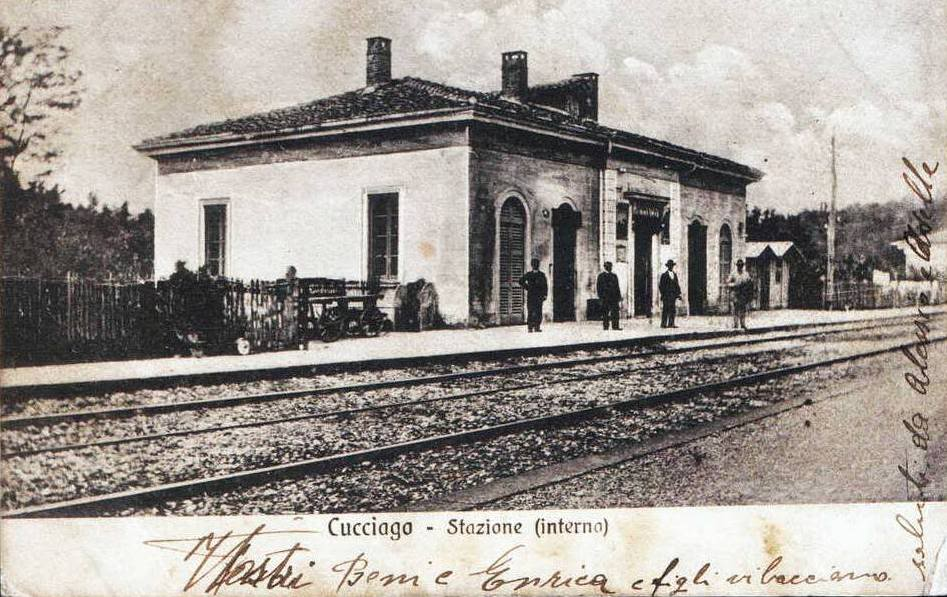
Bahnhof (1900)

## Sehenswürdigkeiten
- Pfarrkirche Santi Gervaso e Protaso (16. Jahrhundert)[2]
- Wallfahrtskirche Madonna della Neve (1857)[3]
- Romanische Kirche San Vincenzo (12. Jahrhundert)[4]

## Persönlichkeiten
- Arialdus (um 1010–1066), christlicher Märtyrer und Heiliger der römisch-katholischen Kirche